# Dirck Albertsz Raven
Dirck (of Dirk) Albertsz Raven (Hoorn, 1589/90 – aldaar, na 1639), was schipper te Hoorn en later commandeur bij de walvisvaart. Hij was in dienst van de Noordsche Compagnie.
Op 24 mei 1639 leed Dirck Albertsz als commandeur van het schip Spitsbergen schipbreuk bij Spitsbergen. Hij overleefde het ternauwernood: na zijn redding door commandeur Gale Hamkes uit Harlingen met zijn schip De Oranjeboom, waren er nog maar 20 van de 86 bemanningsleden over. Raven verwerkte dit avontuur in een reisverhaal, het Journael ofte Beschrijvinghe van de Reyse ghedaen bij den Commandeur Dirck Albertsz Raven, na Spitsberghen, inden Jare 1639, ten dienste vande E.Heeren Bewindthebbers vande Groenlandtsche Compagnie tot Hoorn.
Het reisverhaal werd in 1646, zeven jaar na de rampzalige expeditie, voor het eerst gepubliceerd in Hoorn en er verschenen nadien verschillende herdrukken. Het werd bovendien vanaf 1648 opgenomen achter het beroemde Journael ofte Gedenkwaerdighe Beschrijvinghe vande Oost-Indische Reyse van Willem IJsbrantsz Bontekoe van Hoorn. In 1971 verscheen een facsimile herdruk van deze uitgave van 1648.
Langs het spoor, dicht bij station Hoorn is een straat naar Dirck Albertsz Raven vernoemd; de Commandeur Ravenstraat.